# Suma-dera

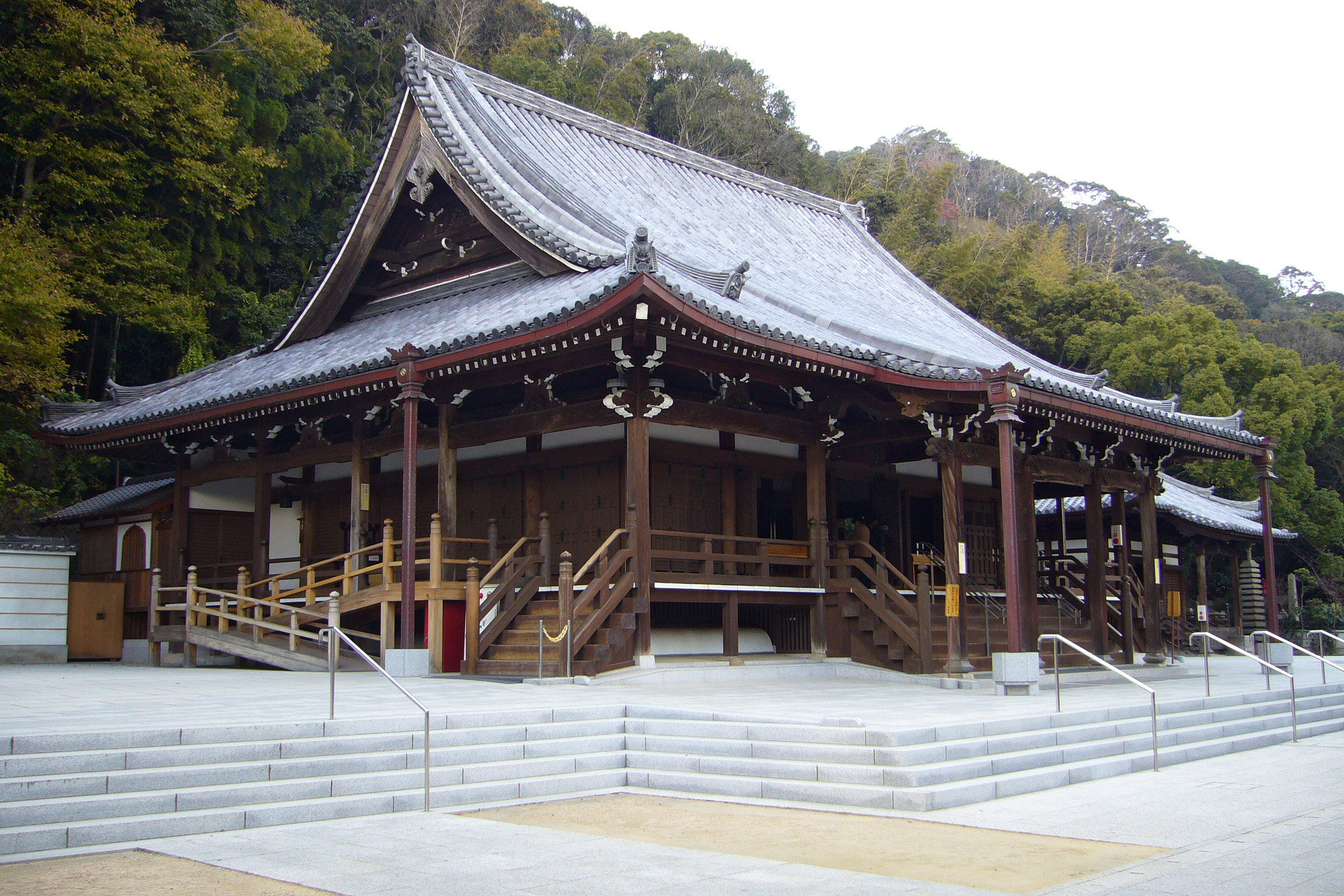
Haupthalle

Das Suma-dera (japanisch 須磨寺) ist ein buddhistischer Tempel der Suwa-Richtung des Shingon in der Stadt Kōbe in der Präfektur Hyōgo, Japan.

## Geschichte
Der Tempel wurde im Jahr 886 auf Wunsch des Kaisers Kōkō von Priester Monkyō (聞鏡上人) errichtet. 1946 hat sich der Tempel als selbstständige Richtung des Shingon deklariert.

## Anlage
Man betritt den Tempel durch das Niō-Tor (仁王門 Niō-mon). Es soll im 12. Jahrhundert von Minamoto no Yorimasa wiederhergestellt worden sein. Die beiden schützenden Ritterfiguren (金剛力士 Kongō rikishi) in den Seitenflügeln sollen von Unkei und Kaikei geschnitzt worden sei. In der Haupthalle (本堂 Hondō) wird verehrt eine sitzende Kannon, die ursprünglich aus dem Hoppō-ji (北峯寺) vom Egeyama (会下山) stammt. Sie ist als Wichtiges Kulturgut Japans registriert.
Ursprünglich handelte es sich um eine große Tempelanlage, aber am Ende der Edo-Zeit hatten nur noch das Niō-Tor, die Haupthalle und die Taishi-Halle (大師堂 Taishi-dō) existiert. Ab der Meiji-Zeit wurden nach und nach die Haupthalle, die Taishi-Halle, das Niō-Tor, die Goma-Halle (護摩堂 Goma-dō) und darüber hinaus die dreistöckige Pagode (三重塔, Sanjū-no-tō) wieder hergestellt. In der Taishi-Halle neben der Haupthalle wird ein Bild des Kōbō Taishi unter der Bezeichnung „Verehrter Herr Taishi von Suma“ (須磨のお大師さん) verehrt.
Zu den Untertempeln gehören das Shōkaku-in (正覚院), das Ōjū-in (桜寿院) und das Renshō-in (蓮生院).
Zum Tempel gehört der „Garten der Gempei“ (源平の庭), da er mit den Minamoto (Gen) und den Taira (Hei) in Verbindung steht. Im Garten finden sich die Glocke des Benkei, die Kiefer, an die sich Minamoto no Yoshitsune gelehnt hat, der Teich, in dem der Kopf des Taira no Atsumori gewaschen wurde. Viele Dichter besuchten diesen Garten, darunter Matsuo Bashō, Yosa Buson, Masaoka Shiki.

## Schätze
Zu den Tempelschätzen gehören eine Basis für eine Buddha-Figur (宮殿 Kyūden) und ein Altar (仏壇 Butsudan) aus dem Jahr 1368, die beide als wichtiges Kulturgut registriert sind. Weitere wichtige Kulturgüter sind eine elfgesichtige Kannon (十一面観音立像) aus der Kamakura-Zeit, ein Gemälde der Fugen mit zehn begleitenden Frauen (普賢十羅刹女図 Fugen jū rasetsu-zu) aus der Muromachi-Zeit. Außerdem besitzt der Tempel Bilder und Gegenstände, die als wichtiges Kulturgut der Präfektur eingestuft sind.

## Bilder

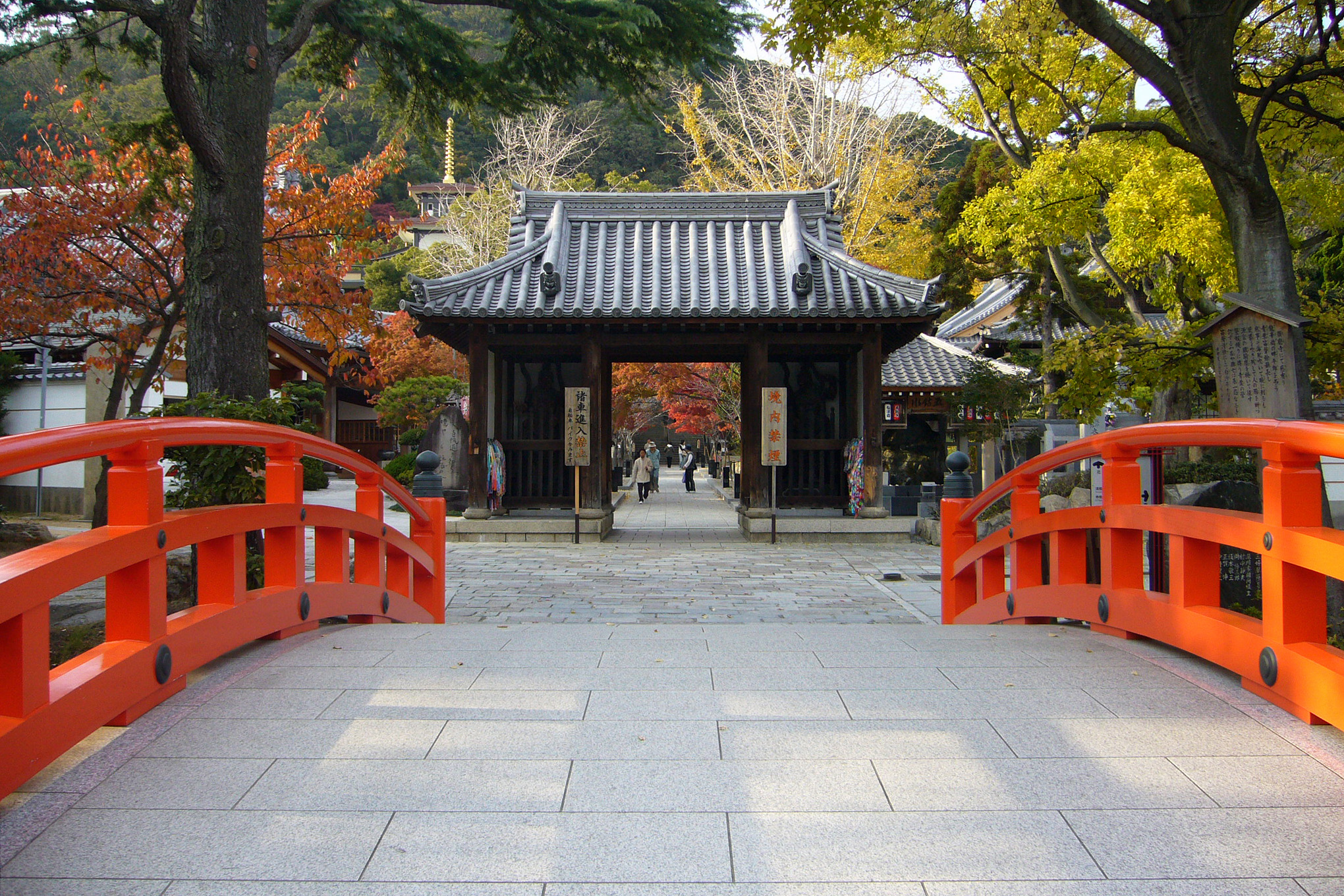
Niō-Tor
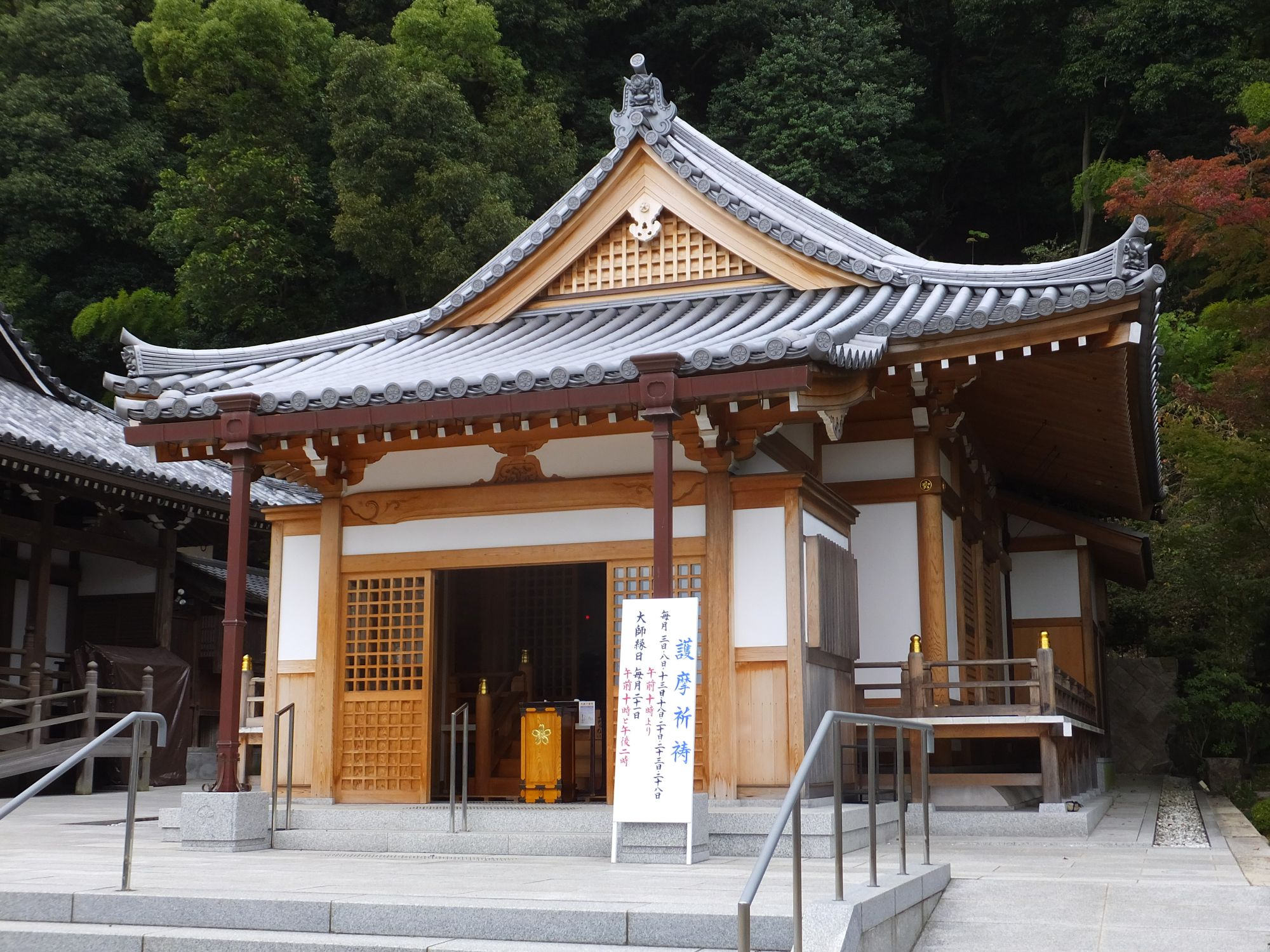
Goma-Halle
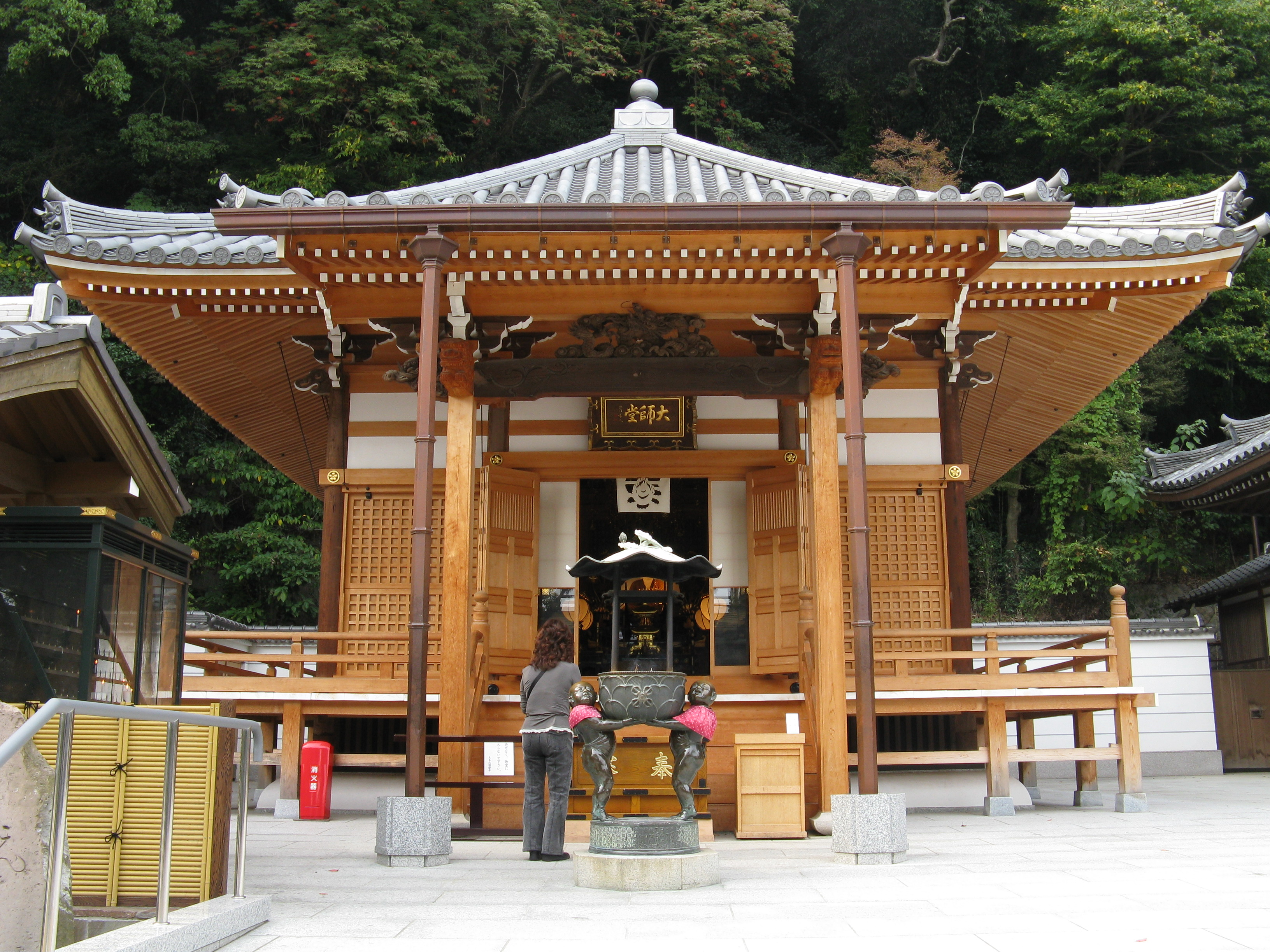
Taishi-Halle
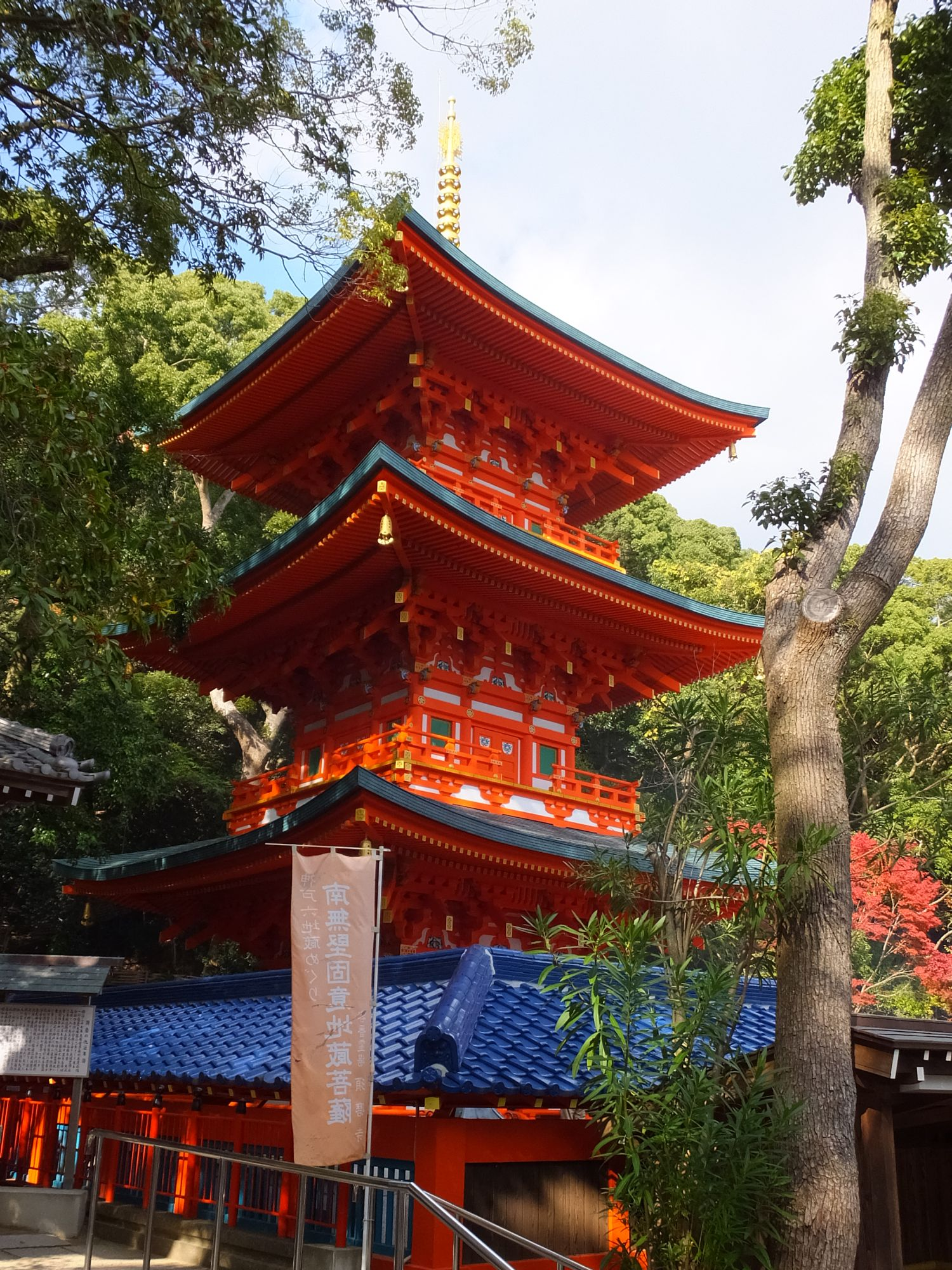
Pagode
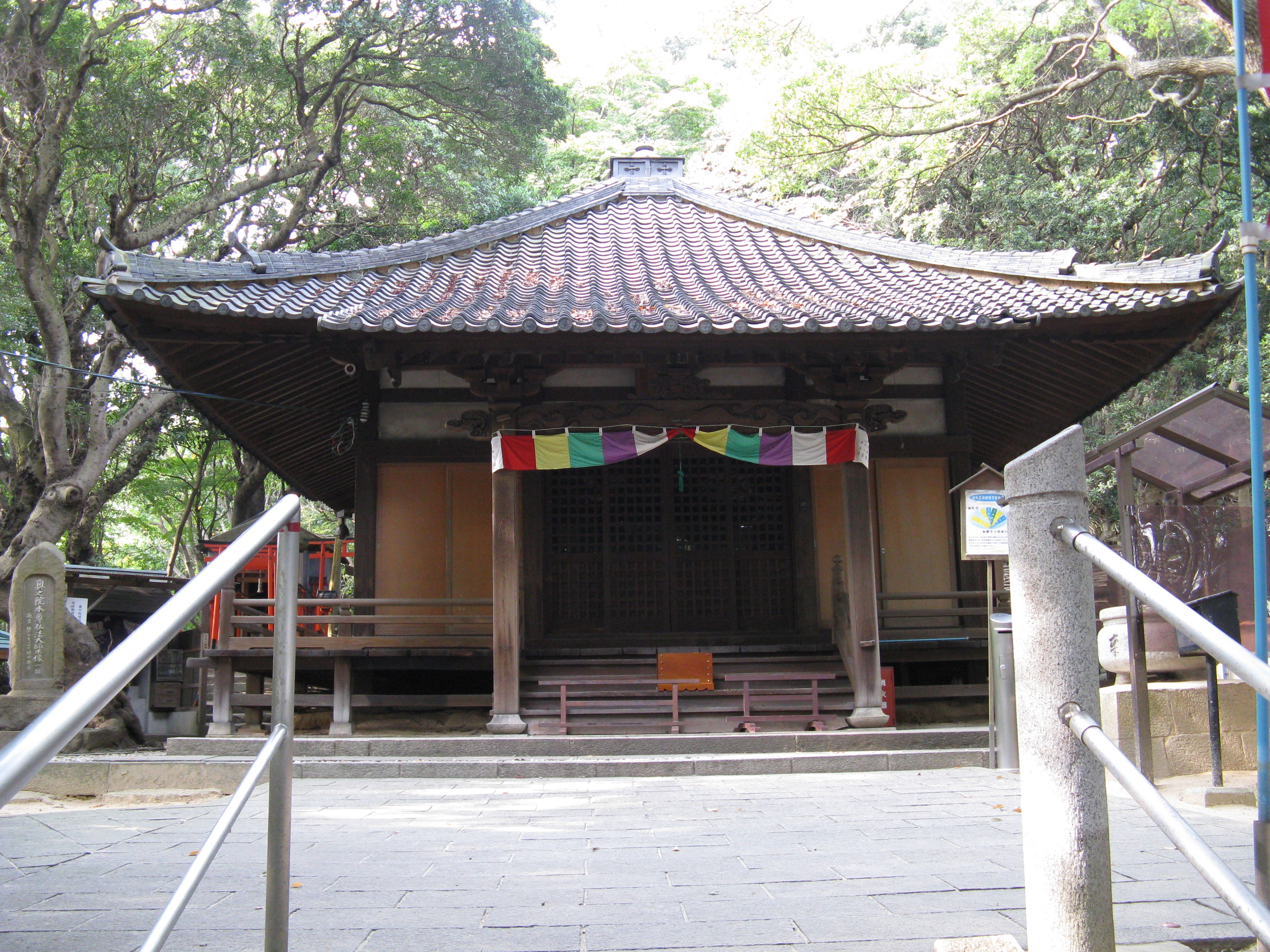
Oku-no-in
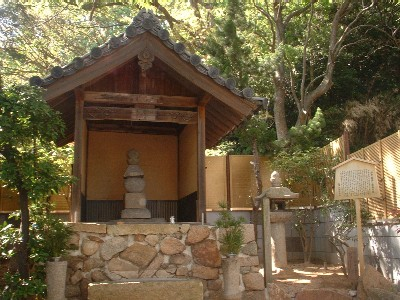
Atsumori-Gedenkstätte
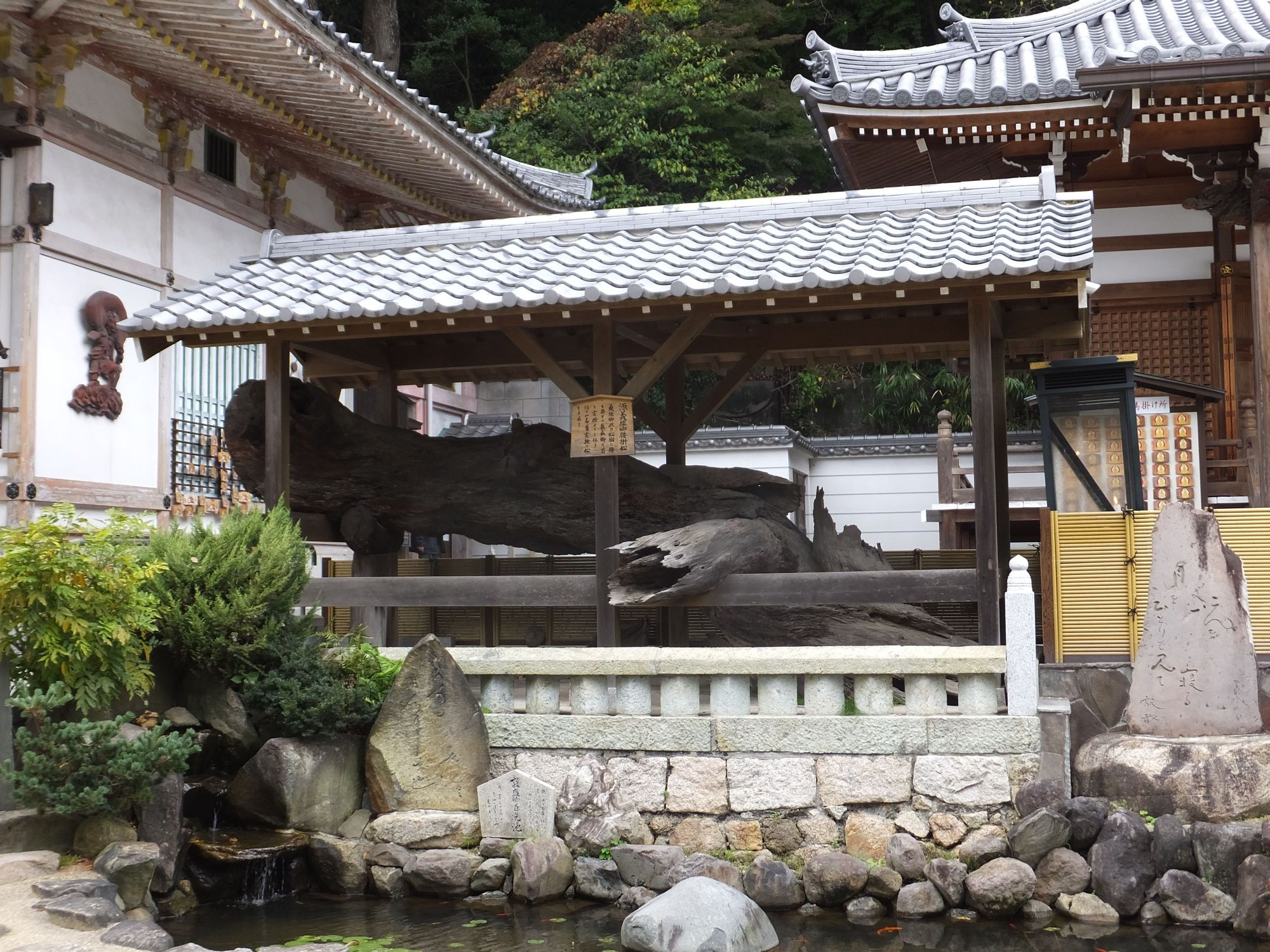
Kiefer des Yoshitsune
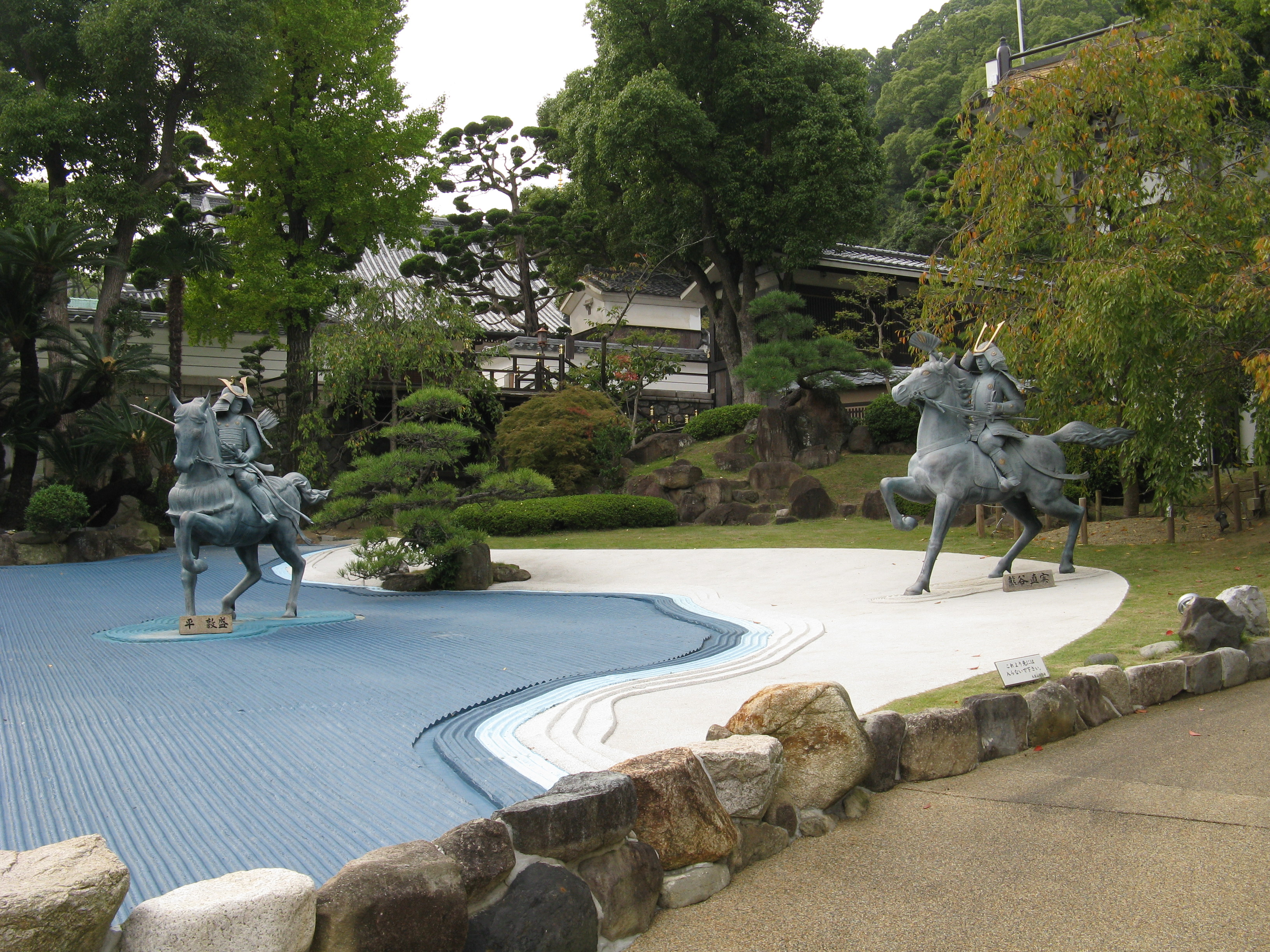
Gempei-Garten
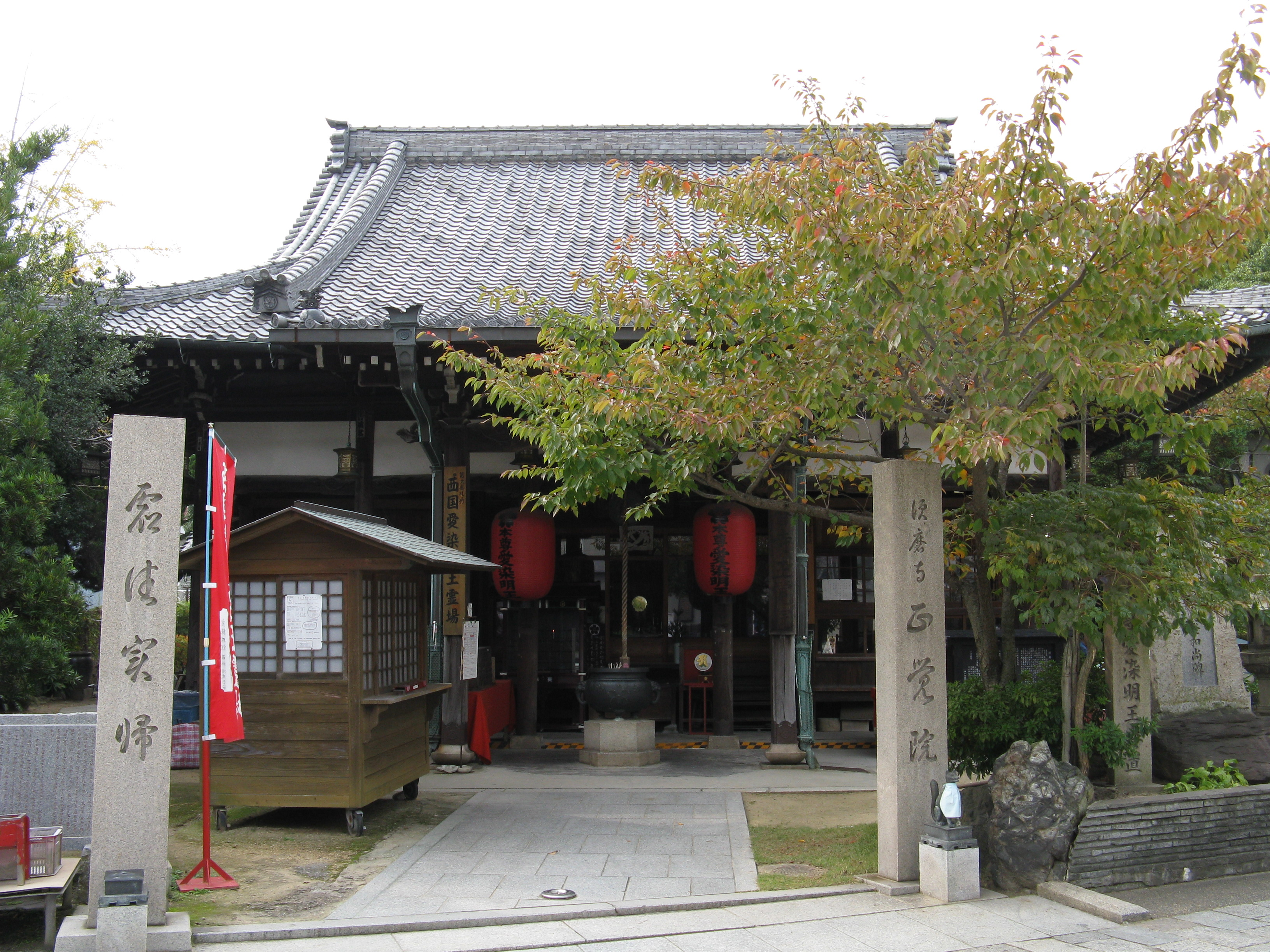
Shōkaku-in
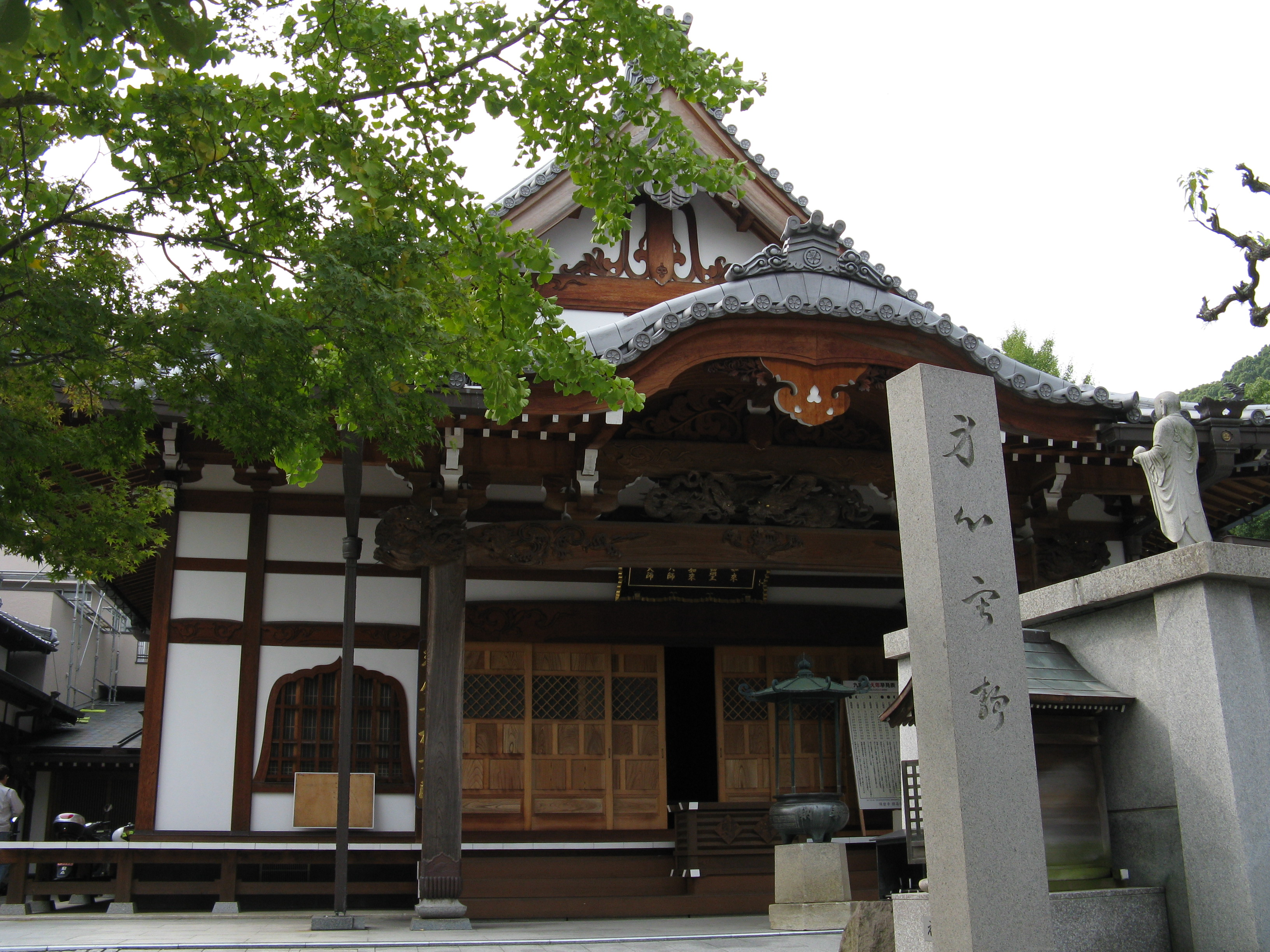
Ōjū-in
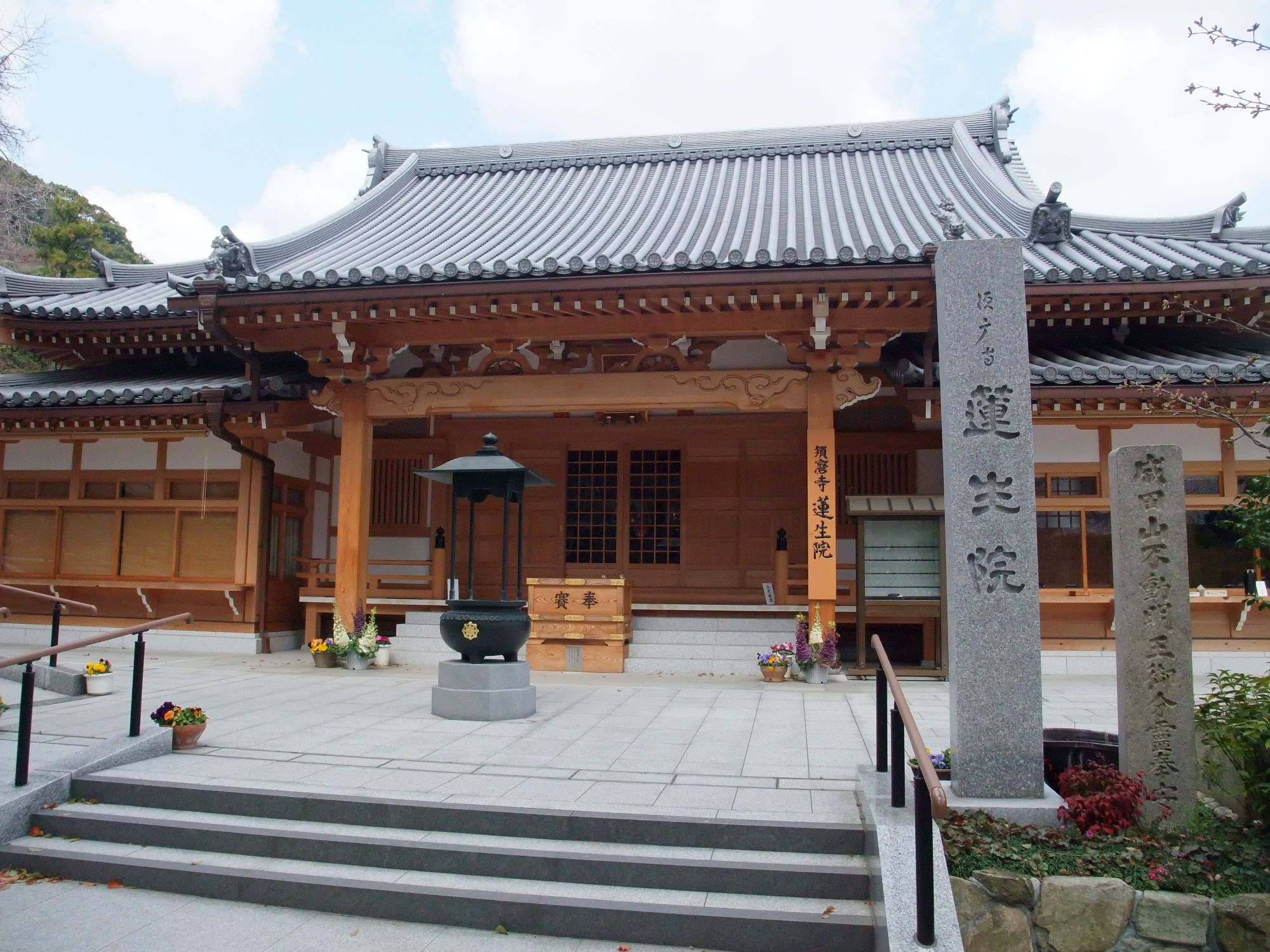
Renshǒ-in